# Liga Nacional de Nueva Zelanda 1997
La Liga Nacional de Nueva Zelanda 1997 fue la vigesimaoctava edición de la antigua primera división del país y segunda edición del formato de la National Summer League. El sistema de puntajes de cuatro puntos por victoria y la  tanda de penales para conseguir un punto extra que se había utilizado en el torneo anterior se mantuvo. El torneo lo ganó el Waitakere City, siendo su quinto título en el campeonato.

## Equipos participantes
| Equipo             | Ciudad       | Liga            |
| ------------------ | ------------ | --------------- |
| Central United     | Auckland     | Northern League |
| Mount Maunganui    | Tauranga     | Northern League |
| Melville United    | Hamilton     | Northern League |
| North Shore United | Auckland     | Northern League |
| Waitakere City FC  | Waitakere    | Northern League |
| Miramar Rangers    | Wellington   | Central League  |
| Napier City Rovers | Napier       | Central League  |
| Nelson Suburbs     | Nelson       | Central League  |
| Wellington United  | Wellington   | Central League  |
| Woolston WMC       | Christchurch | Southern League |

## Fase regular
| Pos | Equipo             | PJ | G  | E | P  | GF | GC | Dif | Pts |
| --- | ------------------ | -- | -- | - | -- | -- | -- | --- | --- |
| 1   | Napier City Rovers | 18 | 12 | 2 | 4  | 42 | 18 | 24  | 50  |
| 2   | Central United     | 18 | 12 | 1 | 5  | 47 | 26 | 21  | 50  |
| 3   | Waitakere City FC  | 18 | 10 | 2 | 6  | 39 | 21 | 18  | 43  |
| 4   | North Shore United | 18 | 9  | 4 | 5  | 40 | 29 | 11  | 43  |
| 5   | Miramar Rangers    | 18 | 8  | 6 | 4  | 35 | 26 | 9   | 42  |
| 6   | Nelson Suburbs     | 18 | 9  | 0 | 9  | 25 | 33 | -8  | 36  |
| 7   | Melville United    | 18 | 5  | 3 | 10 | 31 | 43 | -12 | 25  |
| 8   | Wellington United  | 18 | 5  | 5 | 8  | 31 | 46 | -15 | 25  |
| 9   | Woolston WMC       | 18 | 3  | 3 | 12 | 17 | 39 | -22 | 17  |
| 10  | Mount Maunganui    | 18 | 1  | 6 | 11 | 14 | 40 | -26 | 13  |

## Playoffs

### Semifinales
| 22 de marzo de 1997 | Napier City Rovers    | 3:0 | Central United | Park Island, Napier |  |
|                     | New · Ryan · Christie |     |                |                     |  |

| 22 de marzo de 1997 | Waitakere City | 2:1 | North Shore United | -, Waitakere |  |
|                     | Gray           |     | Stevens            |              |  |

### Final preliminar
| 28 de marzo de 1997 | Central United | 1:3 | Waitakere City            | -, Auckland |  |
|                     | de Jong        |     | K. Smith · Viljoen · Laus |             |  |

### Final
| 6 de abril de 1997 | Napier City Rovers | 1:3 | Waitakere City             | Bill McKinlay Park, Auckland |  |
|                    | Goodacre           |     | Viljoen · McClennan · Gray |                              |  |

| Bandera de Nueva Zelanda         |
| Campeón Waitakere City 5º título |